# 三齿小扇蟹
三齿小扇蟹（学名：Maldivia triunguiculata）为扇蟹科小扇蟹属的动物。分布于日本、夏威夷、所罗门群岛、拉克代夫群岛、马尔代夫群岛、查戈斯群岛、阿尔达布拉群岛以及中国大陆的西沙群岛等地，生活环境为海水，多见于珊瑚礁丛中。